# Delos International
Delos International is een Amerikaans platenlabel.
Delos gespecialiseerd in klassieke muziek. Het is een van de kleinere labels en brengt ongeveer 4 a 5 albums per jaar uit.
In het begin van de jaren 90 van de 20e eeuw bracht Delos een serie uit, gewijd aan de Amerikaanse klassieke muziek. De reeks bevatte composities van Howard Hanson, David Diamond, Paul Creston en Walter Piston. Het orkest dat toen verbonden was aan Delos, was het Seattle Symphony o.l.v. Gerard Schwarz. Een deel van de uitgaven in die serie werd heruitgegeven door Naxos.